# Daniel Ceccaldi
Daniel Ceccaldi (Meaux, 25 luglio 1927 – Parigi, 27 marzo 2003) è stato un attore, scrittore e regista teatrale francese.

## Filmografia
- Il diavolo zoppo (Le Diable boiteux), regia di Sacha Guitry (1948)
- Maya, regia di Raymond Bernard (1949)
- La strega del Rodano (Le Jugement de Dieu), regia di Raymond Bernard (1949)
- I miracoli non si ripetono (Les Miracles n'ont lieu qu'une fois), regia di Yves Allégret (1951)
- Une histoire d'amour, regia di Guy Lefranc (1951)
- Deux de l'escadrille, regia di Maurice Labro (1952)
- Un trésor de femme, regia di Jean Stelli (1953)
- Gli amori finiscono all'alba (Les Amours finissent à l'aube), regia di Henri Calef (1953)
- Un trésor de femme, regia di Jean Stelli (1953)
- Santarellina (Mam'zelle Nitouche), regia di Yves Allégret (1954)
- La regina Margot (La Reine Margot), regia di Jean Dréville (1954)
- Frou-Frou, regia di Augusto Genina (1955)
- Il figlio di Caroline chérie (Le Fils de Caroline Chérie), regia di Jean-Devaivre (1955)
- Nanà, regia di Christian-Jaque (1955)
- Grandi manovre (Les Grandes Manœuvres), regia di René Clair (1955)
- La Madelon, regia di Jean Boyer (1955)
- Maria Antonietta regina di Francia (Marie-Antoinette reine de France), regia di Jean Delannoy (1956)
- I tuoi occhi bruciano (La Lumière d'en face), regia di Georges Lacombe (1956)
- Club di ragazze (Club de femmes), regia di Ralph Habib (1956)
- Mannequins de Paris, regia di André Hunebelle (1956)
- Bonsoir Paris, bonjour l'amour, regia di Ralph Baum (1956)
- Le avventure di Arsenio Lupin (Les Aventures d'Arsène Lupin), regia di Jacques Becker (1956)
- Élisa, regia di Roger Richebé (1957)
- Miss Pigalle, regia di Maurice Cam (1957)
- Appuntamento con il delitto (Un témoin dans la ville), regia di Édouard Molinaro (1959)
- I dialoghi delle Carmelitane (Le Dialogue des Carmélites), regia di Philippe Agostini e Raymond Leopold Bruckberger (1960)
- La bionda graffia (Dans la gueule du loup), regia di Jean-Charles Dudrumet (1960)
- Mourir d'amour, regia di Dany Fog (1960)
- Amori celebri (Les Amours célèbres), regia di Michel Boisrond (1961)
- I leoni scatenati (Les Lions sont lâchés), regia di Henri Verneuil (1961)
- Le Voyage à Biarritz, regia di Gilles Grangier (1962)
- I fortunati (Les Veinards), regia di Jean Girault (1962)
- Les Bricoleurs, regia di Jean Girault (1963)
- L'uomo di Rio (L'Homme de Rio), regia di Philippe de Broca (1963)
- L'appartamento delle ragazze (L'Appartement des filles), regia di Michel Deville (1963)
- I tre affari del signor Duval (Pouic-Pouic), regia di Jean Girault (1963)
- La calda amante (La Peau douce), regia di François Truffaut (1964)
- L'amico di famiglia (Patate), regia di Robert Thomas (1964)
- Coplan agent secret FX 18, regia di Maurice Cloche (1964)
- Caccia all'uomo (Requiem pour un caïd), regia di Maurice Cloche (1964)
- Feu à volonté, regia di Marcel Ophüls (1964)
- Les Gros Bras, regia di Francis Rigaud (1964)
- La Bonne Occase, regia di Michel Drach (1964)
- Colpo grosso a Parigi (Cent briques et des tuiles), regia di Pierre Grimblat (1964)
- La Grosse Caisse, regia di Alex Joffé (1965)
- Matrimonio alla francese (Le Tonnerre de Dieu), regia di Denys de La Patellière (1965)
- Il pugno proibito dell'agente Warner (Faites vos jeux, mesdames), regia di Marcel Ophüls (1965)
- Sotto il tallone (La Métamorphose des cloportes), regia di Pierre Granier-Deferre (1965)
- Allarme in 5 banche (Un milliard dans un billard), regia di Nicolas Gessner (1965)
- Le Journal d'une femme en blanc, regia di Claude Autant-Lara (1965)
- Da 077: Intrigo a Lisbona, regia di Tulio Demicheli (1965)
- Quand passent les faisans, regia di Édouard Molinaro (1965)
- Vado in guerra a far quattrini (Le Facteur s'en va-t-en guerre), regia di Claude Bernard-Aubert (1966)
- Rififi internazionale, (Du rififi à Paname), regia di Denys de La Patellière (1966)
- Chi ha detto che c'è un limite a tutto? (Monsieur le président-directeur général), regia di Jean Girault (1966)
- Les Poneyttes, regia di Joël Le Moigne (1967)
- Baci rubati (Baisers volés), regia di François Truffaut (1968)
- L'orso e la bambola (L'Ours et la Poupée), regia di Michel Deville (1969)
- Una vedova tutta d'oro (Une veuve en or), regia di Michel Audiard (1969)
- Agenzia Interim (Agence Intérim) - serie televisiva (1969)
- Non drammatizziamo... è solo questione di corna (Domicile conjugal), regia di François Truffaut (1970)
- L'Homme qui vient de la nuit, regia di Jean-Claude Dague (1970)
- La casa aperta agli ospiti (Les lionnes), regia di Henry Zaphiratos (1970)
- Le Poème de l'élève Mikovsky, regia di Pascal Thomas (1971)
- L'amore il pomeriggio (L'Amour l'après-midi), regia di Éric Rohmer (1972)
- Les Zozos, regia di Pascal Thomas (1972)
- Pas folle la guêpe, regia di Jean Delannoy (1972)
- Trop jolies pour être honnêtes, regia di Richard Balducci (1972)
- Le Complot, regia di René Gainville (1973)
- Le Concierge, regia di Jean Girault (1973)
- La Chute d'un corps, regia di Michel Polac (1973)
- E Anna scoprì l'amore (Pleure pas la bouche pleine), regia di Pascal Thomas (1973)
- OK patron, regia di Claude Vital (1973)
- Più matti di prima al servizio della regina (Les quatre Charlots mousquetaires), regia di André Hunebelle (1973)
- 5 matti alla riscossa (Les Charlots en folie: À nous quatre Cardinal!), regia di André Hunebelle (1973)
- France société anonyme, regia di Alain Corneau (1973)
- Amore, regia di Henry Chapier (1974)
- Le Chaud lapin, regia di Pascal Thomas (1974)
- C'est jeune et ça sait tout, regia di Claude Mulot (1974)
- Un divorce heureux, regia di Henning Carlsen (1974)
- Dis-moi que tu m'aimes, regia di Michel Boisrond (1974)
- La ragazza di madame Claude (Le Téléphone rose), regia di Édouard Molinaro (1974)
- L'Incorrigible, regia di Philippe de Broca (1974)
- Espaces en liberté, regia di Gérard Renateau (1974)
- Professione... giocattolo (Le Jouet), regia di Francis Veber (1976)
- Le Chasseur de chez Maxim's, regia di Claude Vital (1976)
- L'Hôtel de la plage, regia di Michel Lang (1977)
- Le Maestro, regia di Claude Vital (1977)
- Un oursin dans la poche, regia di Pascal Thomas (1977)
- Morte di una carogna (Mort d'un pourri), regia di Georges Lautner (1977)
- Confidences pour confidences, regia di Pascal Thomas (1978)
- Le Temps des vacances, regia di Claude Vital (1978)
- Ils sont fous ces sorciers, regia di Georges Lautner (1978)
- Charles et Lucie, regia di Nelly Kaplan (1979)
- Tous vedettes, regia di Michel Lang (1979)
- Une merveilleuse journée, regia di Claude Vital (1980)
- Celles qu'on n'a pas eues, regia di Pascal Thomas (1980)
- Les Plouffe, regia di Gilles Carle (1981)
- Per la pelle di un poliziotto (Pour la peau d'un flic), regia di Alain Delon (1981)
- Ça va faire mal!, regia di Jean-François Davy (1982)
- Le Braconnier de Dieu, regia di Jean-Pierre Darras (1982)
- Adieu foulards, regia di Christian Lara (1983)
- L'Amour en douce, regia di Édouard Molinaro (1984)
- Les Maris, les Femmes, les Amants, regia di Pascal Thomas (1988)
- Le Rêve d'un singe fou, regia di Fernando Trueba (1990)
- Liberté, chérie, regia di Jean-Luc Gaget (1996)
- Dieu seul me voit, regia di Bruno Podalydès (1996)
- Un grand cri d'amour, regia di Josiane Balasko (1997)
- Barbara, regia di Nils Malmros (1997)
- Il quarto re, regia di Stefano Reali (1997)
- Le Fils du Français, regia di Gérard Lauzier (1999)
- Le Vélo de Ghislain Lambert, regia di Philippe Harel (2000)
- Elle est des nôtres, regia di Siegrid Alnoy (2002)

## Doppiatore
- Lucky Luke: La ballata dei Dalton (1978)

## Doppiatori italiani
- Gianfranco Bellini in Frou-Frou
- Ferruccio Amendola in Grandi manovre
- Cesare Barbetti in Matrimonio alla francese
- Giorgio Lopez in Il quarto re

Da doppiatore è stato sostituito da:
- Paolo Maria Scalondro in Lucky Luke - La ballata dei Dalton
- Alberto Angrisano in Lucky Luke - La ballata dei Dalton (ridoppiaggio)